# Josef Remold (Radsportler)
Josef Remold (* 17. Oktober 1899 in München; † April 1970) war ein deutscher Radrennfahrer.

## Sportliche Laufbahn
Remold war im Straßenradsport aktiv. Sein bedeutendster sportlicher Erfolg war der Etappensieg in der Deutschland-Rundfahrt 1930. 1934 siegte er im Eintagesrennen Rund um Spessart und Rhön. In der nationalen Meisterschaft im Mannschaftszeitfahren wurde er 1923 mit seinem Verein „RV 1889 Schweinfurt“ Vizemeister mit Alois Schneidawind, Karl Pfister, Richard Zeissner, Richard Klass und Giuseppe Lanzutti. 1924 wurde er Vizemeister im Bergzeitfahren hinter Paul Passenheim. Zweiter wurde Remold 1925 bei Rund um Köln hinter Paul Kohl und 1927 bei Rund um Dresden hinter Herbert Nebe. Dritter wurde er 1924 im Etappenrennen München–Zürich, 1925 bei Rund um Frankfurt und Zürich–Berlin, 1928 bei Berlin–Cottbus–Berlin sowie 1934 im Großen Straßenpreis von Hannover. Bei den Straßenradsport-Weltmeisterschaften 1929 wurde er Zehnter im Rennen der Amateure.